# 黑岩俊喜
黑岩俊喜（日语：くろいわ としき，1993年8月31日—）是一位日本雪車運動員。
俊喜代表日本參加2014年冬季奧運。他為駕駛和宮崎久、佐藤真太郎、鈴木寬等人在男子四人項目中得到26名。